# Rockstar London
A Rockstar London, Ltd. é uma desenvolvedora de jogos eletrônicos britânica e um estúdio da Rockstar Games com sede em Londres, Inglaterra. Foi fundada em 2005 por Mark Washbrook no mesmo edifício da sede europeia de produções da Rockstar Games. O primeiro jogo produzido pelo estúdio foi Manhunt 2, que estava sendo desenvolvido pela Rockstar Vienna até o fechamento da empresa em maio de 2006. Mais tarde, o estúdio desenvolveu Midnight Club: L.A. Remix e co-liderou o desenvolvimento de Max Payne 3. Washbrook deixou a empresa em janeiro de 2011.

## História
Mark Washbrook fundou a Rockstar London "do zero". O processo de criação já estava em andamento em novembro de 2005 na sede europeia de produções da Rockstar Games, que também era conhecida como Rockstar London na época, localizada na King's Road, em Londres. Washbrook assumiu o papel de diretor do estúdio. Após o fechamento da Rockstar Vienna em maio de 2006, a Rockstar London foi encarregada de finalizar o jogo Manhunt 2, originalmente desenvolvido pela filial austríaca. O jogo foi anunciado como o título de estreia da Rockstar London em fevereiro de 2007 e lançado em outubro do mesmo ano. O estúdio também desenvolveu Midnight Club: L.A. Remix, uma adaptação para PlayStation Portable do Midnight Club: Los Angeles, que foi lançado em outubro de 2008.
Em janeiro de 2011, Washbrook anunciou sua saída da Rockstar London, coincidindo com a de Mark Lloyd, chefe do estúdio Rockstar Lincoln. A Rockstar Games declarou que nenhuma das partidas afetaria os projetos em andamento dos estúdios. Washbrook passou a trabalhar para a Sony Computer Entertainment Europe e, junto com Lloyd, se juntou ao estúdio Activision Leeds, focado em jogos mobile, em maio de 2012. A Rockstar London foi um dos quatro estúdios — ao lado da Rockstar New England, Rockstar Toronto e Rockstar Vancouver — que lideraram o desenvolvimento de Max Payne 3, lançado em 2012. O estúdio colaborou com todos os outros estúdios da Rockstar Games em Red Dead Redemption 2, lançado em outubro de 2018.

## Prêmios
A Rockstar London foi finalista do prêmio "Melhor Novo Estúdio do Reino Unido/Europa" no Develop Industry Excellence Awards de 2008.

## Lista de jogos desenvolvidos
| Ano  | Título                    | Plataforma(s)                                                                             | Publicadora(s) | Colaborações |
| ---- | ------------------------- | ----------------------------------------------------------------------------------------- | -------------- | --- |
| 2007 | Manhunt 2                 | PlayStation 2, PlayStation Portable, Wii, Windows                                         | Rockstar Games | Rockstar Vienna (Desenvolvedor original), Rockstar Leeds (PSP), Rockstar Toronto (Wii), Rockstar North (Supervisionou o desenvolvimento)   |
| 2008 | Midnight Club: L.A. Remix | PlayStation Portable                                                                      | Rockstar Games | Rockstar San Diego |
| 2012 | Max Payne 3               | macOS, PlayStation 3, Windows, Xbox 360                                                   | Rockstar Games | Rockstar Vancouver (Liderou), Rockstar Toronto, Rockstar New England, Rockstar Leeds, Rockstar Lincoln, Rockstar North, Rockstar San Diego |
| 2013 | Grand Theft Auto V        | PlayStation 3, PlayStation 4, PlayStation 5, Windows, Xbox 360, Xbox One, Xbox Series X/S | Rockstar Games | Rockstar North (Liderou), Rockstar San Diego, Rockstar Leeds, Rockstar Toronto, Rockstar New England, Rockstar Lincoln                     |
| 2018 | Red Dead Redemption 2     | PlayStation 4, Stadia, Windows, Xbox One                                                  | Rockstar Games | Desenvolvido como parte da Rockstar Games                                                                                                  |